# La Llagosta
La Llagosta est une commune de la comarque du Vallès Oriental dans la province de Barcelone en Catalogne (Espagne).

## Lieux et monuments

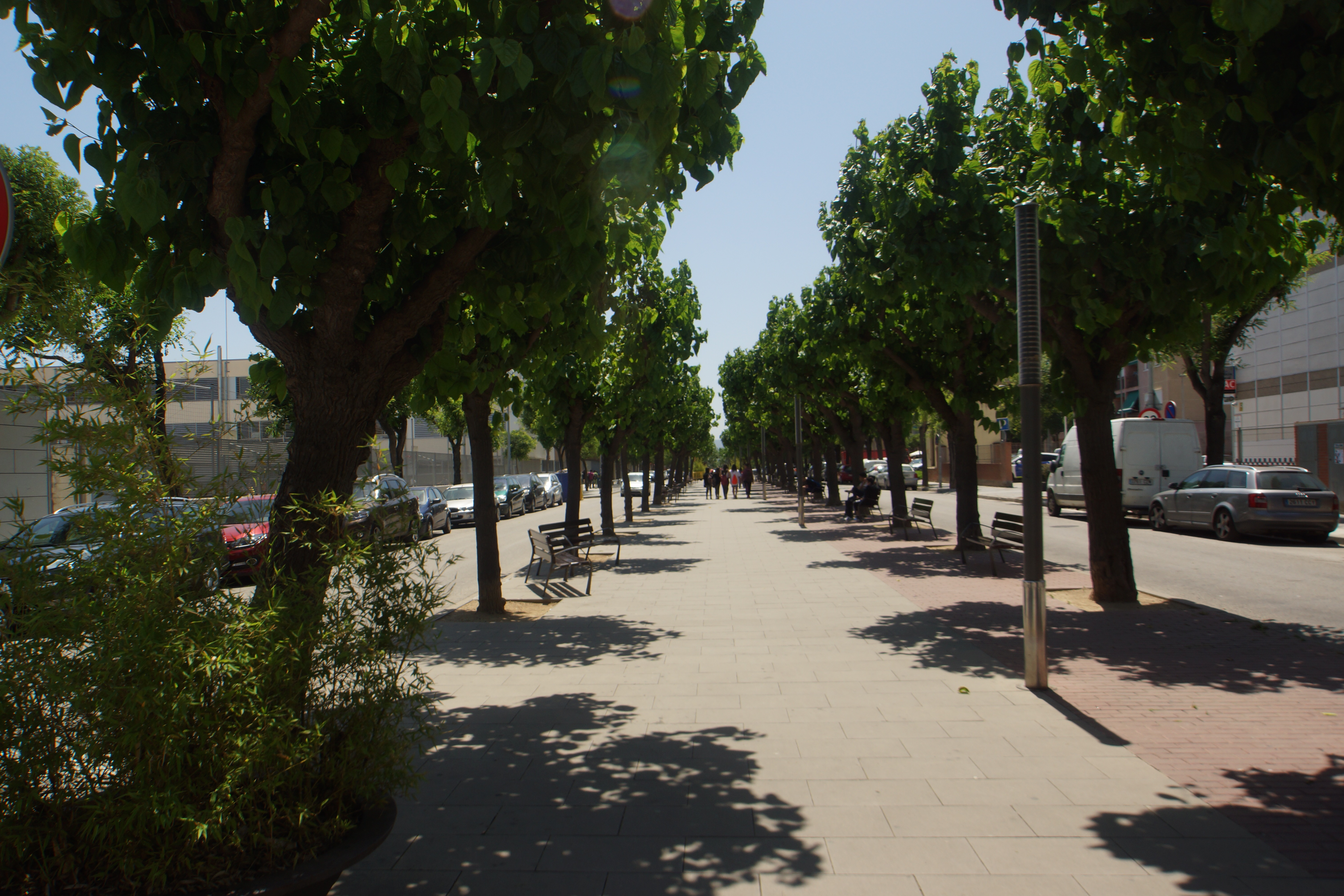
Boulevard Pintor Sert